# Campeonato Gaúcho de Futebol de 2025 - Série A2
O Campeonato Gaúcho de Futebol - Série A2 de 2025 é a 69ª edição do segundo nível do futebol gaúcho. A competição, organizada pela Federação Gaúcha de Futebol, terá início no dia 17 de maio e tem previsão para terminar no dia 31 de agosto.

## Formato
O formato de disputa sofreu alteração na edição 2025 da Série A2. Na primeira fase, os quinze clubes se enfrentam em quinze rodadas, com os oito primeiros avançando para a fase seguinte e o último sendo rebaixados para a Série B 2026. Os confrontos das quartas de final são determinados conforme a classificação da primeira fase, com o primeiro colocado enfrentando o oitavo, o segundo enfrentando o sétimo, e assim por diante. Os vencedores de cada confronto no placar agregado avançam para a fase semifinal. Os dois clubes finalistas garantem acesso ao Gauchão 2026.

## Participantes
- Quatro dias antes do campeonato começar, o Futebol com Vida anunciou desistência da competição. Com isso, o clube foi rebaixado para a terceira divisão.[4]

## Primeira fase
| Pos | Equipe                | Pts | J  | V | E | D  | GP | GC | SG  | Classificação ou descenso    |
| --- | --------------------- | --- | -- | - | - | -- | -- | -- | --- | ---------------------------- |
| 1   | Aimoré                | 31  | 14 | 9 | 4 | 1  | 16 | 5  | +11 | Próxima fase                 |
| 2   | Inter de Santa Maria  | 29  | 14 | 8 | 5 | 1  | 16 | 7  | +9  | Próxima fase                 |
| 3   | Passo Fundo           | 27  | 14 | 7 | 6 | 1  | 20 | 12 | +8  | Próxima fase                 |
| 4   | Novo Hamburgo         | 24  | 14 | 7 | 3 | 4  | 17 | 8  | +9  | Próxima fase                 |
| 5   | Gramadense            | 24  | 14 | 6 | 6 | 2  | 13 | 9  | +4  | Próxima fase                 |
| 6   | Veranópolis           | 23  | 14 | 6 | 5 | 3  | 17 | 9  | +8  | Próxima fase                 |
| 7   | Bagé                  | 21  | 14 | 5 | 6 | 3  | 9  | 5  | +4  | Próxima fase                 |
| 8   | Lajeadense            | 21  | 14 | 5 | 6 | 3  | 13 | 14 | −1  | Próxima fase                 |
| 9   | Santa Cruz-RS         | 18  | 14 | 4 | 6 | 4  | 12 | 11 | +1  |                              |
| 10  | Brasil de Farroupilha | 15  | 14 | 4 | 3 | 7  | 15 | 20 | −5  |                              |
| 11  | Glória                | 13  | 14 | 2 | 7 | 5  | 8  | 13 | −5  |                              |
| 12  | Esportivo             | 11  | 14 | 3 | 2 | 9  | 12 | 21 | −9  |                              |
| 13  | União Frederiquense   | 10  | 14 | 1 | 7 | 6  | 6  | 16 | −10 |                              |
| 14  | Gaúcho                | 9   | 14 | 2 | 3 | 9  | 15 | 20 | −5  |                              |
| 15  | Real                  | 3   | 14 | 0 | 3 | 11 | 4  | 23 | −19 | Rebaixados à Série B de 2026 |

### Confrontos
| Mandante \ Visitante  | AIM | BAG | BRA | ESP | GAU | GLO | GRA | ISM | LAJ | NHA | PFU | REA | SCR | UFR | VER |
| --------------------- | --- | --- | --- | --- | --- | --- | --- | --- | --- | --- | --- | --- | --- | --- | --- |
| Aimoré                | —   | –   | –   | –   | 3–1 | 1–0 | –   | 1–0 | 1–0 | –   | –   | 2–0 | –   | 0–0 | 0–0 |
| Bagé                  | 0–1 | —   | 1–1 | 3–0 | –   | –   | 1–0 | 0–0 | –   | –   | 0–0 | –   | –   | 1–0 | –   |
| Brasil de Farroupilha | 0–1 | –   | —   | 0–2 | –   | 1–0 | 0–3 | 1–1 | –   | –   | 2–3 | –   | –   | 3–0 | –   |
| Esportivo             | 1–3 | –   | –   | —   | 2–0 | 0–1 | 0–1 | –   | –   | –   | –   | –   | 1–1 | 1–1 | 0–1 |
| Gaúcho                | –   | 0–0 | 1–1 | –   | —   | –   | 1–2 | –   | –   | 0–1 | –   | 3–0 | 0–2 | –   | 2–3 |
| Glória                | –   | 0–1 | –   | –   | 1–1 | —   | –   | –   | 1–1 | 1–2 | –   | 0–0 | 0–0 | –   | 1–0 |
| Gramadense            | 3–1 | –   | –   | –   | –   | 0–0 | —   | 0–0 | 0–0 | –   | 0–0 | –   | –   | 1–0 | 1–1 |
| Inter de Santa Maria  | –   | –   | –   | 3–1 | 2–1 | 1–1 | –   | —   | 2–0 | 1–0 | –   | –   | 1–0 | 1–0 | –   |
| Lajeadense            | –   | 1–1 | 2–1 | 2–0 | 2–1 | –   | –   | –   | —   | 2–1 | –   | 0–0 | 2–1 | –   | –   |
| Novo Hamburgo         | 0–0 | 1–0 | 1–2 | 2–1 | –   | –   | 4–0 | –   | –   | —   | 2–0 | –   | 0–0 | –   | –   |
| Passo Fundo           | 0–0 | –   | –   | 2–1 | 1–0 | 3–0 | –   | 2–2 | 1–1 | –   | —   | –   | –   | 1–0 | –   |
| Real                  | –   | 0–1 | 0–2 | 1–2 | –   | –   | 0–1 | 0–1 | –   | 0–3 | 1–3 | —   | –   | –   | –   |
| Santa Cruz-RS         | 0–2 | 1–0 | 1–0 | –   | –   | –   | 1–1 | –   | –   | –   | 2–2 | 1–0 | —   | –   | 0–0 |
| União Frederiquense   | –   | –   | –   | –   | 0–4 | 2–2 | –   | –   | 0–0 | 0–0 | –   | 1–1 | 2–1 | —   | 0–0 |
| Veranópolis           | –   | 0–0 | 3–1 | –   | –   | –   | –   | 0–1 | 4–0 | 1–0 | 1–2 | 3–1 | –   | –   | —   |

Em vermelho, os jogos da próxima rodada.

## Fase final
|  | Quartas de final          | Quartas de final          | Quartas de final          | Quartas de final          |   |                      | Semifinais        | Semifinais           | Semifinais        | Semifinais        |  |  | Final             | Final             | Final             | Final             |  |  |
|  | 30 de julho a 5 de agosto | 30 de julho a 5 de agosto | 30 de julho a 5 de agosto | 30 de julho a 5 de agosto |   |                      | 10 e 17 de agosto | 10 e 17 de agosto    | 10 e 17 de agosto | 10 e 17 de agosto |  |  | 24 e 31 de agosto | 24 e 31 de agosto | 24 e 31 de agosto | 24 e 31 de agosto |  |  |
|  |                           |                           |                           |                           |   |                      |                   |                      |                   |                   |  |  |                   |                   |                   |                   |  |  |
|  | Inter de Santa Maria      | 0                         | 2                         | 2                         |   |                      |                   |                      |                   |                   |  |  |                   |                   |                   |                   |  |  |
|  | Bagé                      | 0                         | 0                         | 0                         |   |                      |                   |                      |                   |                   |  |  |                   |                   |                   |                   |  |  |
|  | Bagé                      | 0                         | 0                         | 0                         |   | Inter de Santa Maria | 2                 | 1                    | 3                 |                   |  |  |                   |                   |                   |                   |  |  |
|  |                           |                           |                           |                           |   | Inter de Santa Maria | 2                 | 1                    | 3                 |                   |  |  |                   |                   |                   |                   |  |  |
|  |                           | Veranópolis               | 1                         | 0                         | 1 |                      |                   |                      |                   |                   |  |  |                   |                   |                   |                   |  |  |
|  | Passo Fundo               | Veranópolis               | 1                         | 0                         | 1 | 1                    | 2                 | 3 (3)                |                   |                   |  |  |                   |                   |                   |                   |  |  |
|  | Passo Fundo               |                           |                           |                           |   | 1                    | 2                 | 3 (3)                |                   |                   |  |  |                   |                   |                   |                   |  |  |
|  | Veranópolis (pen)         | 2                         | 1                         | 3 (5)                     |   |                      |                   |                      |                   |                   |  |  |                   |                   |                   |                   |  |  |
|  | Veranópolis (pen)         | 2                         | 1                         | 3 (5)                     |   |                      |                   | Inter de Santa Maria |                   |                   |  |  |                   |                   |                   |                   |  |  |
|  |                           |                           |                           |                           |   |                      |                   |                      |                   |                   |  |  |                   |                   |                   |                   |  |  |
|  |                           | Novo Hamburgo             |                           |                           |   |                      |                   |                      |                   |                   |  |  |                   |                   |                   |                   |  |  |
|  | Aimoré                    | 1                         | 2                         | 3                         |   |                      |                   |                      |                   |                   |  |  |                   |                   |                   |                   |  |  |
|  | Aimoré                    | 1                         | 2                         | 3                         |   |                      |                   |                      |                   |                   |  |  |                   |                   |                   |                   |  |  |
|  | Lajeadense                | 0                         | 0                         | 0                         |   |                      |                   |                      |                   |                   |  |  |                   |                   |                   |                   |  |  |
|  | Lajeadense                | 0                         | 0                         | 0                         |   | Aimoré               | 1                 | 0                    | 1                 |                   |  |  |                   |                   |                   |                   |  |  |
|  |                           |                           |                           |                           |   | Aimoré               | 1                 | 0                    | 1                 |                   |  |  |                   |                   |                   |                   |  |  |
|  |                           | Novo Hamburgo             | 3                         | 0                         | 3 |                      |                   |                      |                   |                   |  |  |                   |                   |                   |                   |  |  |
|  | Novo Hamburgo             | Novo Hamburgo             | 3                         | 0                         | 3 | 0                    | 5                 | 5                    |                   |                   |  |  |                   |                   |                   |                   |  |  |
|  | Novo Hamburgo             |                           |                           |                           |   | 0                    | 5                 | 5                    |                   |                   |  |  |                   |                   |                   |                   |  |  |
|  | Gramadense                | 0                         | 1                         | 1                         |   |                      |                   |                      |                   |                   |  |  |                   |                   |                   |                   |  |  |

## Estatísticas

#### Artilharia
Atualizado em 13 de agosto de 2025
| Pos. | Jogador            | Equipe                | Gols |
| ---- | ------------------ | --------------------- | ---- |
| 1    | Vinicius Spaniol   | Passo Fundo           | 10   |
| 2    | Matheus Batista    | Novo Hamburgo         | 8    |
| 3    | Giovanni Carignano | Brasil de Farroupilha | 6    |
| 3    | Ruan               | Veranópolis           | 6    |
| 5    | Patrick            | Santa Cruz-RS         | 5    |
| 5    | Romário            | Veranópolis           | 5    |
| 5    | Warlei             | Gaúcho                | 5    |
| 5    | Wesley Pacheco     | Gramadense            | 5    |

#### Maiores públicos
Atualizado em 13 de agosto de 2025 - Considera-se apenas o público pagante  
| Pos. | Jogo                                   | Público | Estádio                                    | Data       | Fase                        |
| ---- | -------------------------------------- | ------- | ------------------------------------------ | ---------- | --------------------------- |
| 1º   | Inter de Santa Maria 2x0 Bagé          | 3.004   | Estádio Presidente Vargas (Santa Maria)    | 05/08/2025 | Quartas de final - volta    |
| 2º   | Novo Hamburgo 3x1 Aimoré               | 1.831   | Estádio do Vale (Novo Hamburgo)            | 10/08/2025 | Semifinais - ida            |
| 3º   | Inter de Santa Maria 1x0 Novo Hamburgo | 1.572   | Estádio Presidente Vargas (Santa Maria)    | 20/07/2025 | Fase de grupos - 13ª rodada |
| 4º   | Inter de Santa Maria 1x0 Santa Cruz-RS | 1.552   | Estádio Presidente Vargas (Santa Maria)    | 13/07/2025 | Fase de grupos - 11ª rodada |
| 5º   | Passo Fundo 1x0 Gaúcho                 | 1.129   | Razãoinfo Vermelhão da Serra (Passo Fundo) | 13/07/2025 | Fase de grupos - 11ª rodada |
| 6º   | Inter de Santa Maria 2x0 Lajeadense    | 1.013   | Estádio Presidente Vargas (Santa Maria)    | 17/05/2025 | Fase de grupos - 1ª rodada  |
| 7º   | Novo Hamburgo 5x1 Gramadense           | 1.002   | Estádio do Vale (Novo Hamburgo)            | 05/08/2025 | Quartas de final - volta    |
| 8º   | Inter de Santa Maria 3x1 Esportivo     | 998     | Estádio Presidente Vargas (Santa Maria)    | 01/06/2025 | Fase de grupos - 4ª rodada  |
| 9º   | Inter de Santa Maria 1x1 Glória        | 810     | Estádio Presidente Vargas (Santa Maria)    | 11/06/2025 | Fase de grupos - 6ª rodada  |
| 10º  | Aimoré 2x0 Lajeadense                  | 805     | Estádio Cristo Rei (São Leopoldo)          | 05/08/2025 | Quartas de final - volta    |

#### Menores públicos
Atualizado em 13 de agosto de 2025 - Considera-se apenas o público pagante  
| Pos. | Jogo                                  | Público | Estádio                                  | Data       | Fase                        |
| ---- | ------------------------------------- | ------- | ---------------------------------------- | ---------- | --------------------------- |
| 1º   | Real 0x1 Bagé                         | 14      | Módulo Esportivo (Tramandaí)             | 28/05/2025 | Fase de grupos - 3ª rodada  |
| 2º   | Santa Cruz-RS 1x0 Bagé                | 15      | Estádio dos Plátanos (Santa Cruz do Sul) | 27/07/2025 | Fase de grupos - 15ª rodada |
| 3º   | Real 1x3 Passo Fundo                  | 22      | Módulo Esportivo (Tramandaí)             | 19/07/2025 | Fase de grupos - 13ª rodada |
| 4º   | Brasil de Farroupilha 2x3 Passo Fundo | 23      | Estádio das Castanheiras (Farroupilha)   | 12/06/2025 | Fase de grupos - 6ª rodada  |
| 5º   | Brasil de Farroupilha 0x2 Esportivo   | 23      | Estádio das Castanheiras (Farroupilha)   | 26/07/2025 | Fase de grupos - 15ª rodada |
| 6º   | Esportivo 1x1 Santa Cruz-RS           | 26      | Montanha dos Vinhedos (Bento Gonçalves)  | 23/07/2025 | Fase de grupos - 14ª rodada |
| 7º   | Brasil de Farroupilha 0x3 Gramadense  | 33      | Estádio das Castanheiras (Farroupilha)   | 04/06/2025 | Fase de grupos - 2ª rodada  |
| 8º   | Real 0x3 Novo Hamburgo                | 35      | Módulo Esportivo (Tramandaí)             | 23/07/2025 | Fase de grupos - 14ª rodada |
| 9º   | Esportivo 1x3 Aimoré                  | 38      | Montanha dos Vinhedos (Bento Gonçalves)  | 28/05/2025 | Fase de grupos - 3ª rodada  |
| 10º  | Lajeadense 0x0 Real                   | 39      | Arena Alviazul (Lajeado)                 | 27/07/2025 | Fase de grupos - 15ª rodada |

#### Média de público
Atualizado em 13 de agosto de 2025 - Considera-se apenas o público pagante  
| Pos. | Equipe                | Média | Jogos |
| ---- | --------------------- | ----- | ----- |
| 1º   | Inter de Santa Maria  | 1.256 | 8     |
| 2º   | Novo Hamburgo         | 552   | 9     |
| 3º   | Passo Fundo           | 366,7 | 8     |
| 4º   | Glória                | 286   | 6     |
| 5º   | União Frederiquense   | 281,5 | 7     |
| 6º   | Aimoré                | 240,1 | 8     |
| 7º   | Veranópolis           | 195,3 | 8     |
| 8º   | Gramadense            | 158,8 | 7     |
| 9º   | Lajeadense            | 135,7 | 8     |
| 10º  | Gaúcho                | 99    | 7     |
| 11º  | Santa Cruz-RS         | 96,4  | 5     |
| 12º  | Esportivo             | 92    | 7     |
| 13º  | Real SC               | 83    | 7     |
| 14º  | Bagé                  | 73,2  | 8     |
| 15º  | Brasil de Farroupilha | 43,4  | 7     |

FONTE: FGF - Boletim financeiro das respectivas partidas, que são divulgados pelos clubes mandantes.
Considera-se apenas o público pagante. Não são considerados jogos com portões fechados e/ou restrição de público.
O Santa Cruz enfrentou punições. Mandou os primeiros dois jogos em casa com público restrito para mulheres, idosos, PCD's e crianças, com disponibilização de 50 e 18 ingressos respectivamente.
IMPORTANTE: Devido a exclusão do Futebol com Vida, um clube folga em cada rodada, o que pode acarretar em jogos a menos para algumas equipes.
Até o presente momento, a FGF não divulgou o público de três jogos da 9ª rodada: Gramadense 1x0 União, Glória 0x0 Real e Veranópolis 3x1 Brasil-FAR.

## Treinadores
| Equipe                | Treinador(es) |
| --------------------- | --- |
| Aimoré                | Paulo Henrique Marques |
| Bagé                  | Gilson Maciel |
| Brasil de Farroupilha | Arílson Costa (1ª-8ª rodada) / Rodrigo Ramos (9ª-15ª rodada)                                                                               |
| Esportivo             | Alê Menezes (1ª-4ª rodada) / Márcio Nunes (5ª-15ª rodada)                                                                                  |
| Gaúcho                | Ariel Lanzini (1ª-8ª rodada) / Juca Antonello (9ª-15ª rodada)                                                                              |
| Glória                | Leandro Machado (1ª-5ª rodada) / Júlio César Nunes (6ª-9ª rodada) / Juninho Ribeiro - interino (10ª rodada) / Alê Menezes (11ª-15ª rodada) |
| Gramadense            | Carlos Moraes |
| Inter de Santa Maria  | Bruno Coutinho (1ª–) |
| Lajeadense            | Serginho Almeida |
| Novo Hamburgo         | Daniel Franco (1ª-6ª rodada) / Marcelo Caranhato (7ª rodada) / Rogério Zimmermann (8ª–)                                                    |
| Passo Fundo           | Gabriel Dutra |
| Real SC               | Vladimir Duarte |
| Santa Cruz-RS         | Douglas Rodrigues (1ª-7ª rodada) / Iarley (8ª-12ª rodada) / Wagner Fogolari (13ª-15ª rodada)                                               |
| União Frederiquense   | Rodrigo Bandeira (1ª-8ª rodada) / Daniel Franco (9ª-13ª rodada) / Betinho (14ª-15ª rodada)                                                 |
| Veranópolis           | Gelson Conte |

## Classificação geral
| Pos | Equipe                | Pts | J  | V  | E | D  | GP | GC | SG  | Classificação ou descenso                     |
| --- | --------------------- | --- | -- | -- | - | -- | -- | -- | --- | --------------------------------------------- |
| 1   |                       | 0   | 0  | 0  | 0 | 0  | 0  | 0  | 0   | Campeão e classificado à Série A de 2026      |
| 2   |                       | 0   | 0  | 0  | 0 | 0  | 0  | 0  | 0   | Vice-campeão e classificado à Série A de 2026 |
| 3   | Aimoré                | 38  | 18 | 11 | 5 | 2  | 20 | 8  | +12 | Eliminado na semifinal                        |
| 4   | Veranópolis           | 26  | 18 | 7  | 5 | 6  | 21 | 15 | +6  | Eliminado na semifinal                        |
| 5   | Passo Fundo           | 30  | 16 | 8  | 6 | 2  | 23 | 15 | +8  | Eliminado nas quartas de final                |
| 6   | Gramadense            | 25  | 16 | 6  | 7 | 3  | 14 | 14 | 0   | Eliminado nas quartas de final                |
| 7   | Bagé                  | 22  | 16 | 5  | 7 | 4  | 9  | 7  | +2  | Eliminado nas quartas de final                |
| 8   | Lajeadense            | 21  | 16 | 5  | 6 | 5  | 13 | 17 | −4  | Eliminado nas quartas de final                |
| 9   | Santa Cruz-RS         | 18  | 14 | 4  | 6 | 4  | 12 | 11 | +1  | Eliminado na primeira fase                    |
| 10  | Brasil de Farroupilha | 15  | 14 | 4  | 3 | 7  | 15 | 20 | −5  | Eliminado na primeira fase                    |
| 11  | Glória                | 13  | 14 | 2  | 7 | 5  | 8  | 13 | −5  | Eliminado na primeira fase                    |
| 12  | Esportivo             | 11  | 14 | 3  | 2 | 9  | 12 | 21 | −9  | Eliminado na primeira fase                    |
| 13  | União Frederiquense   | 10  | 14 | 1  | 7 | 6  | 6  | 16 | −10 | Eliminado na primeira fase                    |
| 14  | Gaúcho                | 9   | 14 | 2  | 3 | 9  | 15 | 20 | −5  | Eliminado na primeira fase                    |
| 15  | Real                  | 3   | 14 | 0  | 3 | 11 | 4  | 23 | −19 | Rebaixado à Série B de 2026                   |

## Fatos curiosos

#### Quase desistência do VEC
Em 13 de março, cerca de dois meses antes do início da competição, o Veranópolis emitiu uma nota, anunciando o final do mandato do presidente Darlan Conceição, onde também anunciava que o clube não havia encontrado um grupo para assumir a direção no triênio 2025/26/27, fator que poderia significar o licenciamento da equipe do futebol profissional.  Felizmente, o VEC confirmou participação na Série A2, através do Congresso Técnico, realizado pela FGF, em 21 de março. Em 24 de março, Gilberto Generosi assumiu a presidência do Pentacolor.

#### Treinador demitido antes do inicio da competição
Outro episódio que marcou os bastidores do Veranópolis, foi a demissão do treinador Mário Roberto, 12 dias antes do inicio da Série A2. Em 11 de abril, Mário foi anunciado para o comando do clube. Ele foi o responsável por comandar o Pentalocor em boa parte da pré-temporada, incluindo nos amistosos contra o Esportivo e o Sindicato dos Atletas. Em 5 de maio, a diretoria comunicou o desligamento do profissional, e anunciou a chegada de Gelson Conte, que já era o ficha 1 antes mesmo da contratação de Mário.

#### Desistência do Futebol Com Vida
Inicialmente, o Futebol com Vida, havia confirmado a participação na competição, através do congresso técnico, realizado pela FGF, em 21 de março. Porém, em 12 de maio, cinco dias antes do começo da Divisão de Acesso, a equipe anunciou a desistência, sem explicar os motivos. O clube foi automaticamente rebaixado para a Terceira Divisão de 2026, e licenciado do futebol profissional por um ano, como prevê o regulamento.

#### Primeiro gol
O meia Giovanni Carignano, do Brasil de Farroupilha, foi o primeiro a balançar as redes na competição, aos 25 minutos do primeiro tempo, na vitória por 2x0, contra o Real.

#### Primeira queda de treinador após o início da competição
O primeiro técnico demitido, com a Série A2 em andamento, foi Alê Menezes, do Esportivo, na 4ª rodada, após a derrota por 3 a 1 para o Inter de Santa Maria, deixando o clube com 8% de aproveitamento em jogos oficiais.

#### Ex-prefeito marcando gol
Na partida entre Real 1x2 Esportivo, válida pela 7ª rodada, o autor do gol do Real foi Alysson Sardinha, jogador que estava retornando ao futebol profissional, após 13 anos afastado. Durante esse período, Sardinha foi vice-prefeito e prefeito da cidade de Roteiro (Alagoas), exercendo o mandato de chefe do executivo municipal entre 2021-2024.

#### Treinador com passagem relâmpago
Na Série A2 de 2025, até então, o treinador com a passagem mais rápida por um clube, foi Marcelo Caranhato, no Novo Hamburgo, comandando o Nóia em apenas uma partida, e deixando o clube após dez dias, após ter aceitado uma proposta do Azuriz.
Treinador "comandando" o clube da arquibancada
Na partida entre Esportivo 0x1 Glória, válida pela 10ª rodada. O recém-contratado treinador do Glória, Alê Menezes, não estava regularizado no BID para estrear. Mesmo assim, o profissional gesticulou e gritou instruções para os atletas direto da arquibancada visitante da Montanha dos Vinhedos, durante boa parte do jogo, conduzindo o Glória a sua primeira vitória no campeonato, após 10 jogos. O triunfo, veio logo contra o ex-clube de Alê, o Esportivo, o qual ele havia comandado nas quatro primeiras rodadas da Série A2.

#### O inimigo do empate
Em 16 de julho, pela 12ª rodada, o Brasil de Farroupilha empatou em 1x1 com o Inter de Santa Maria. O curioso, é que o Brasil não empatava um jogo oficial há quase dois anos, desde 30 de julho de 2023, quando ficou no 0x0 com o Lajeadense, pelas quartas de final da A2. Neste meio tempo, o Rubroverde somou nove vitórias, ZERO EMPATES e 15 derrotas em 24 jogos.

#### Preparador de goleiros e zagueiro assumindo comando da equipe
Com a saída do treinador Daniel Franco, do União Frederiquense, após a 13ª rodada, o clube já não possuía mais chances de classificação, e nem de rebaixamento na competição. Então, quem assumiu a equipe nas rodadas finais, foi o preparador de goleiros, Betinho; auxiliado pelo então zagueiro do time, Héverton.  Nos dois jogos, a dupla somou duas derrotas, para o Inter de Santa Maria, por 1 a 0, e para o Gaúcho, em casa, por 4 a 0.

#### "Bela porcaria"
Após o empate em 1 a 1 entre Esportivo e Santa Cruz, pela penúltima rodada, que decretou a eliminação do Galo da competição, o dirigente do clube, Guilherme Kirst, foi extremamente sincero ao falar sobre o ex-treinador da equipe, Iarley, demitido há duas rodadas, que esteve a frente do Santa por cinco rodadas. "Foi um grande erro nosso. Como jogador merece respeito, mas como treinador, é uma bela porcaria", disse. 
Iarley respondeu, alegando que a postura de Kirst como dirigente era incondizente. "Deve ser frustração por eu não ter deixado ele interferir no vestiário".

#### O lanterna incontestável
Em sua primeira participação na Série A2 do Gauchão, o Real, de Tramandaí, foi o lanterna do início ao fim do Campeonato. Não somou nenhuma vitória em 14 jogos, feito que não acontecia desde 2018 na Divisão de Acesso, quando Santa Cruz e Brasil de Farroupilha, os rebaixados daquela edição, também não venceram. Com este desempenho, o Real foi o clube rebaixado na edição de 2025.